# رايفن (شخصية مصورة)
رايفن شخصية خيالية من فريق الجبابرة وهي تعتبر أهم أعضائه. إنها فتاة لطيفة وطيبة لكنها تخفي ذلك في أعماقها وتظهر دوماً جانبها القاسي، وتحاول ما أمكن أن تطمس ماضيها. رايفن ولدت من أم بشرية، ومن أب غير بشري وهو مخلوق عبر الأبعاد. كبرت في عالم مواز يدعى أزارث.

## في وسائل إعلامية أخرى

### التلفاز
- ظهرت رايفن مجدداً في أبطال التايتنز إنطلقوا!، تكرر تارا سترونغ دورها، أما في نسخة إم بي سي 3 نسرين مسعود وأما كرتون نتورك بالعربية ميرنا الحسيني.